# Gewöhnliches Pfeilkraut
Das Gewöhnliche Pfeilkraut (Sagittaria sagittifolia), auch Pfeilblatt genannt, ist eine Pflanzenart aus der Gattung Pfeilkraut (Sagittaria) innerhalb der Familie der Froschlöffelgewächse (Alismataceae). Der Name dieser Art leitet sich von der pfeilförmigen Gestalt der Blattspreite ab. Sie ist eine Wasserpflanze der Seichtwasserzone.

## Beschreibung

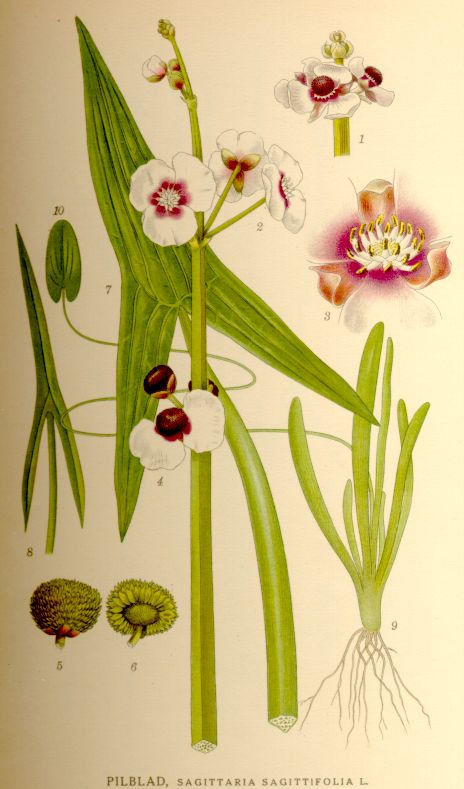
Illustration

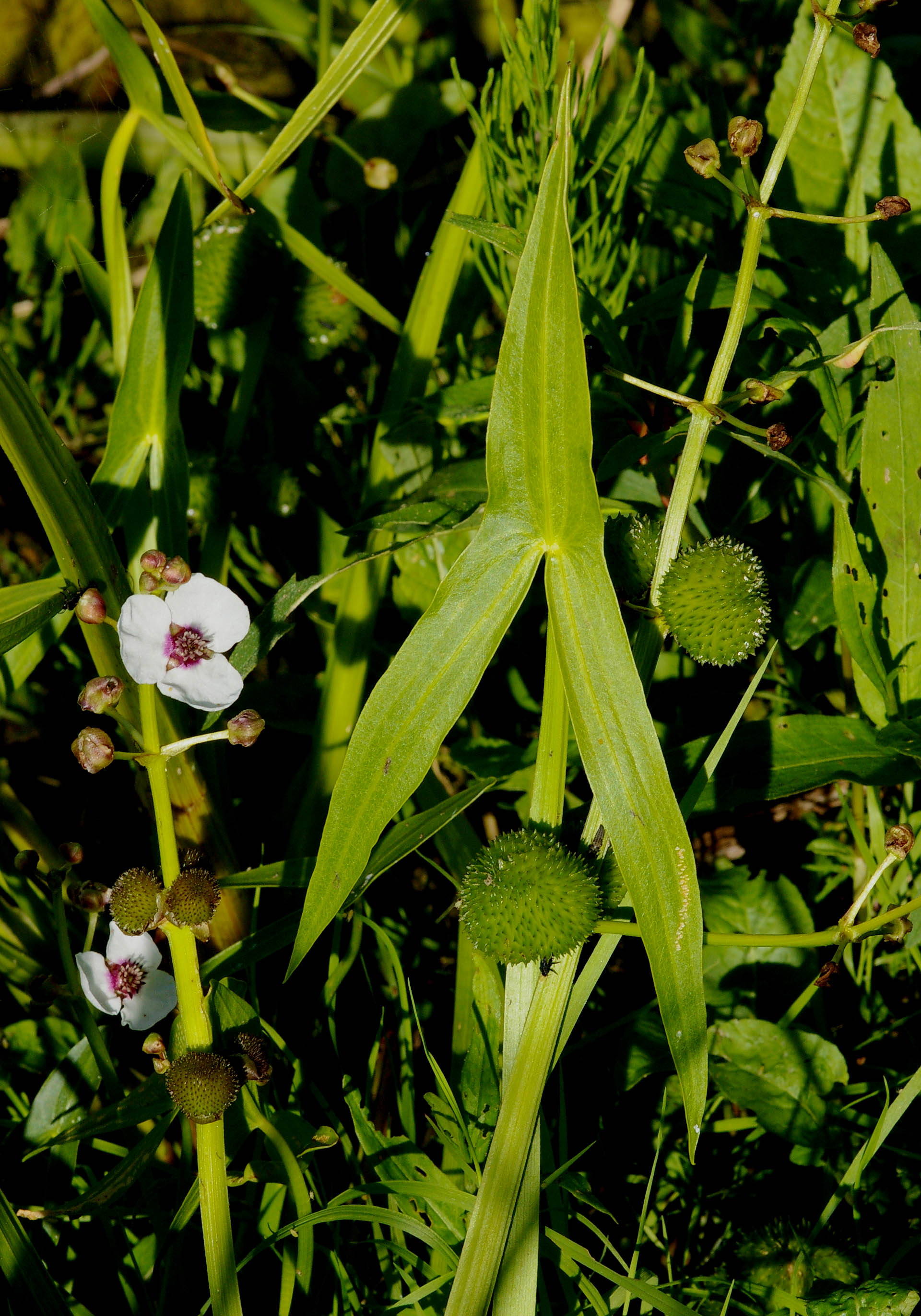
Laubblatt, Blüte und Frucht

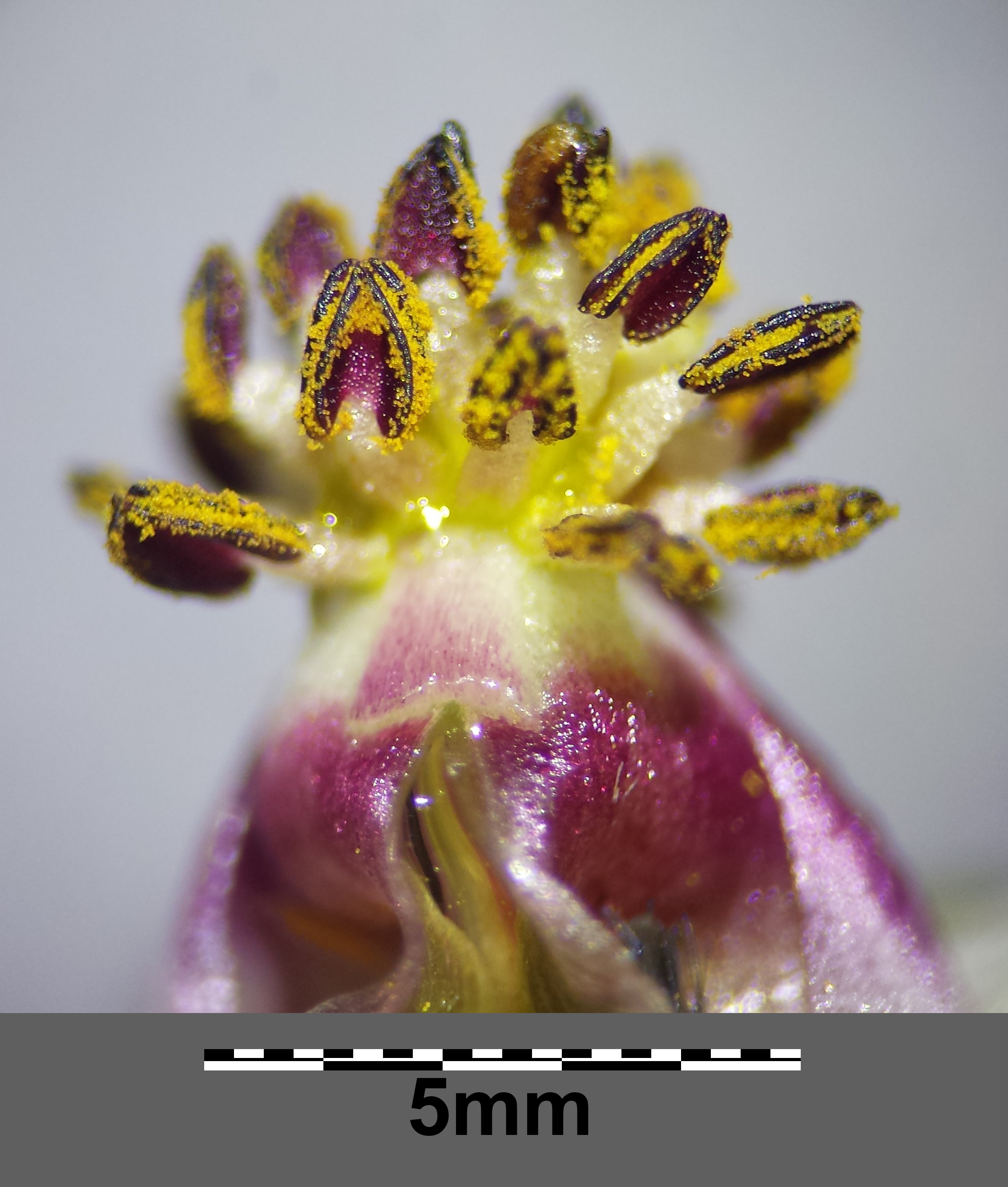
Staubblätter mit purpurnen Antheren

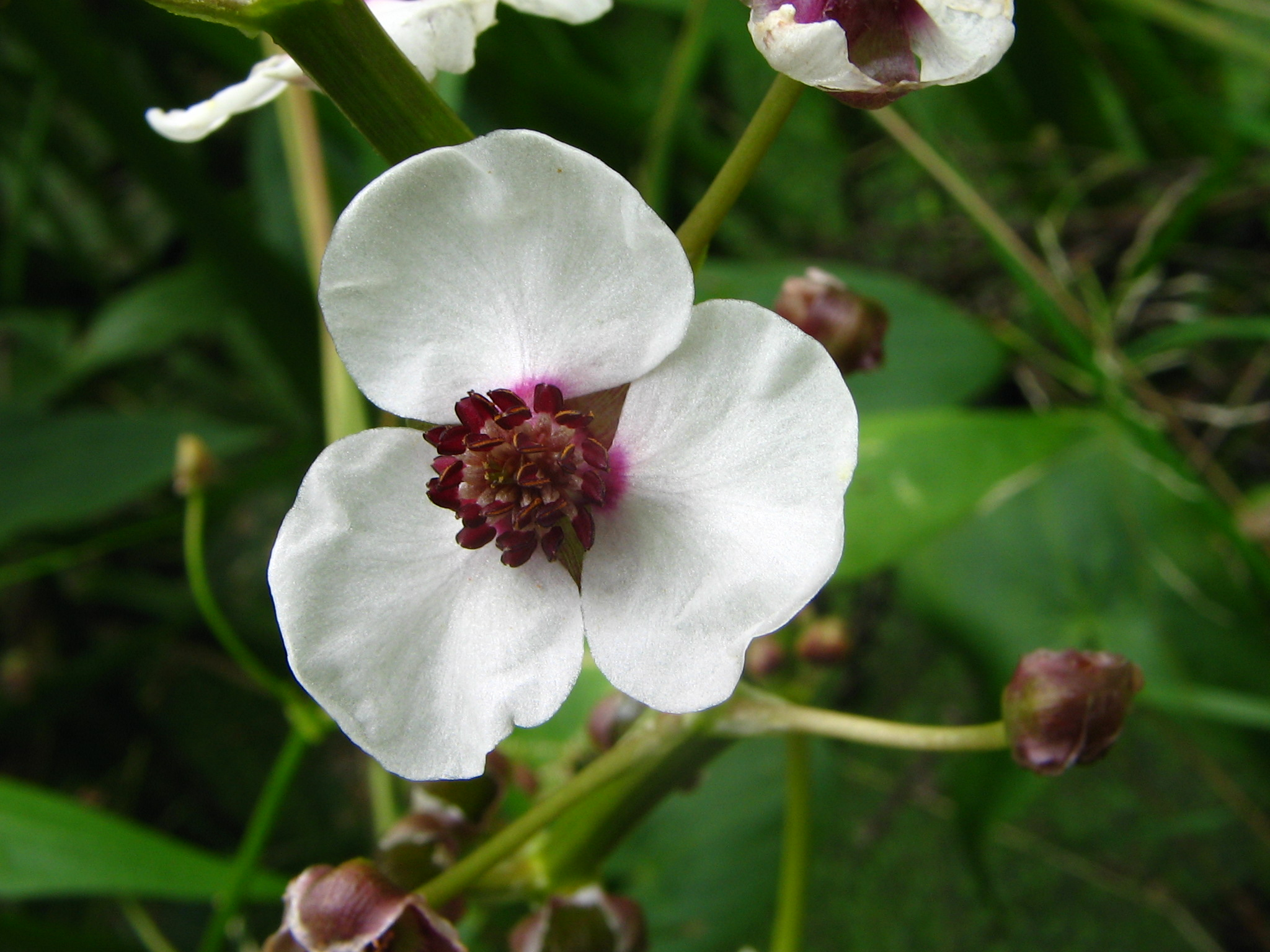
Männliche Blüte

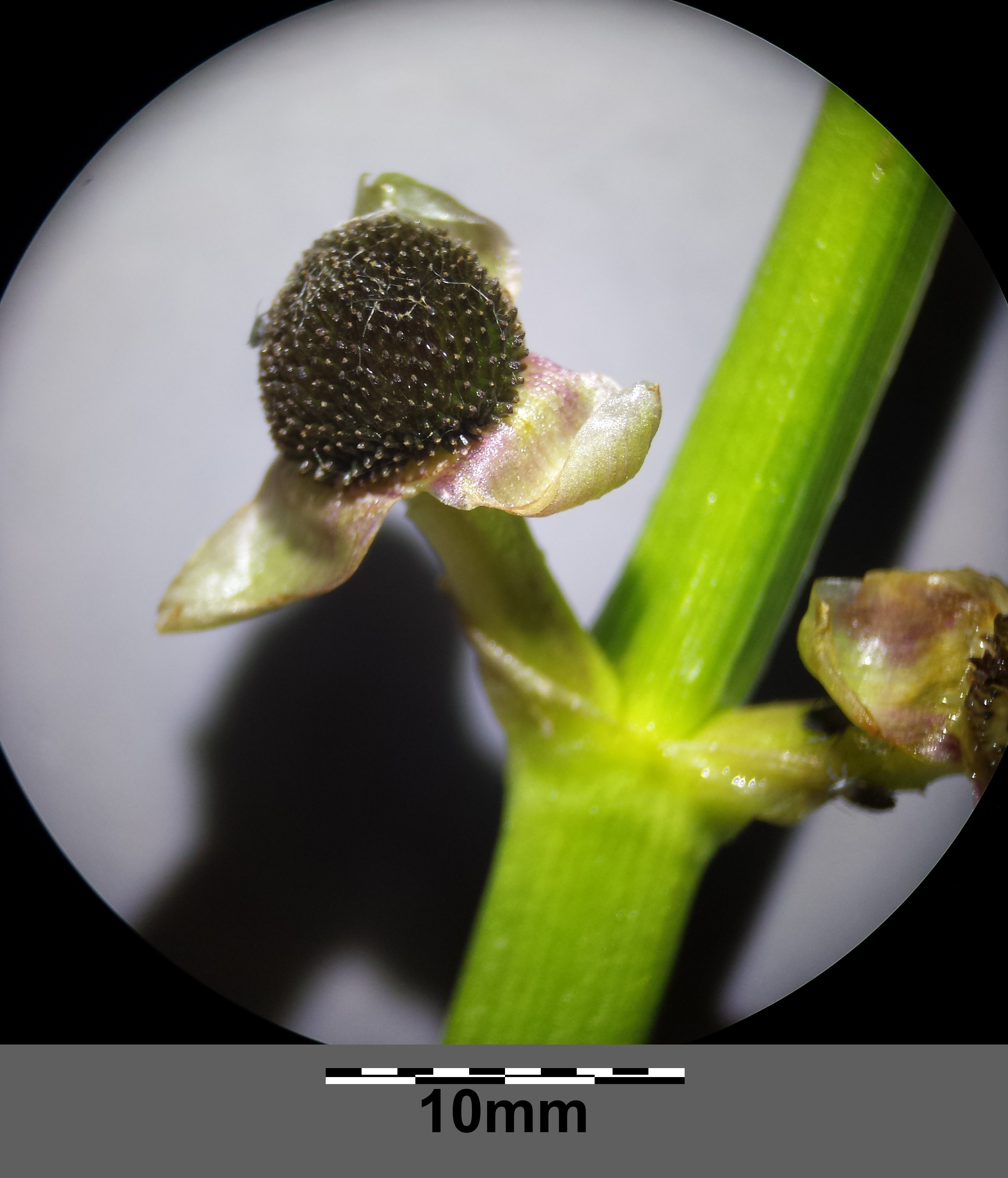
Weibliche Blüte/Frucht

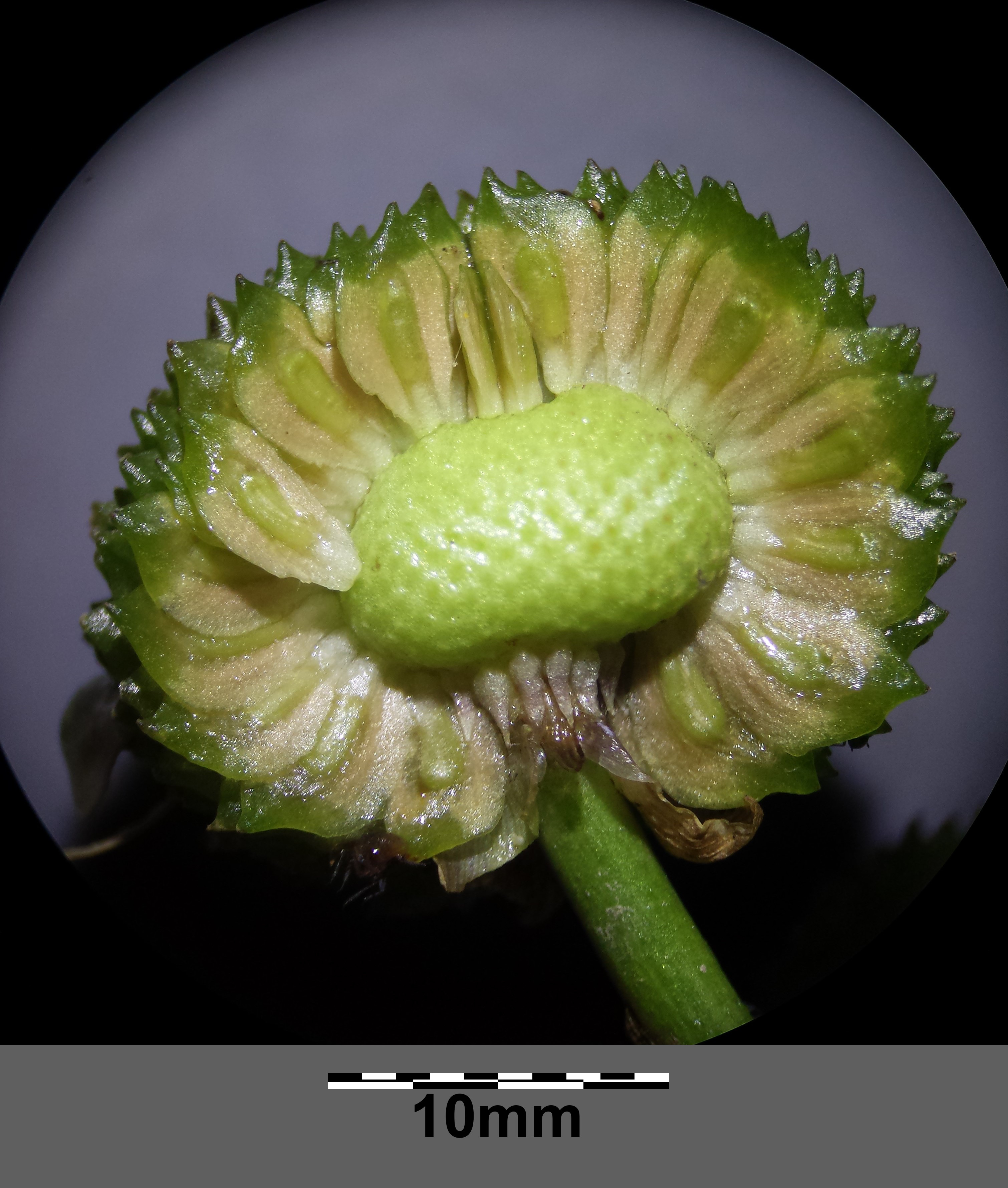
Frucht, vordere Nüsschen entfernt

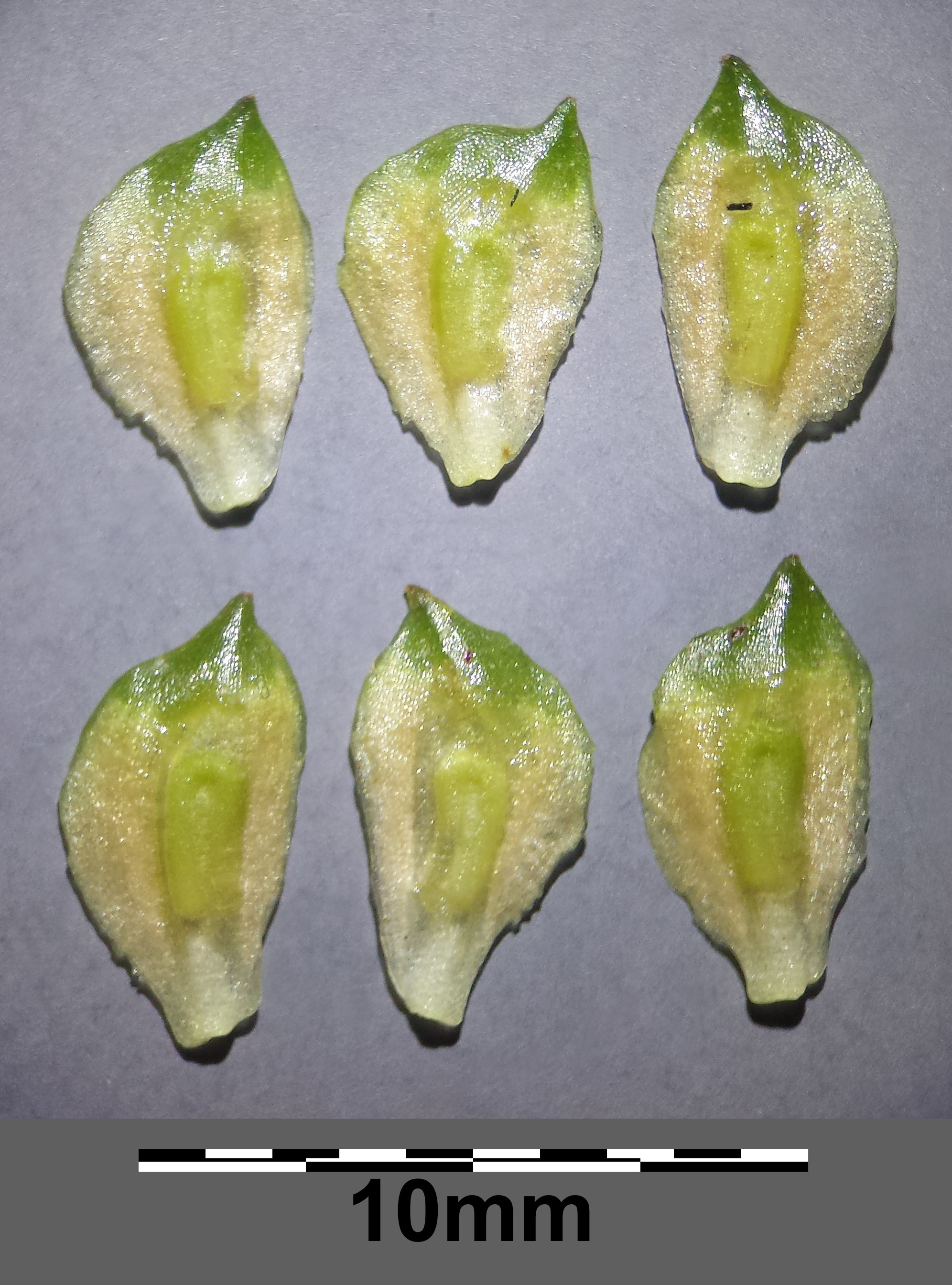
Frucht

### Erscheinungsbild und Blatt
Das Gewöhnliche Pfeilkraut ist eine ausdauernde, krautige Pflanze, die Wuchshöhen von 20 bis 100 Zentimetern erreicht. Die Pflanzengestalt ist sehr veränderlich; sie weist insbesondere sehr verschiedene Blattformen auf. Unterwasserblätter sind bandförmig. Die auf der Wasserfläche aufliegenden Schwimmblätter sind oval geformt. Die Blattspreiten der gestielten Luftblätter weisen die charakteristische und namengebende Pfeilform, welche wiederum unterschiedlich spitz und schmal ausgeprägt sein kann, auf.

### Generative Merkmale
Die Blütezeit reicht von Juni bis August. Das Gewöhnliche Pfeilkraut ist einhäusig getrenntgeschlechtig (monözisch). Der endständige Blütenstand fußt auf einem dreikantigen Schaft. Am unteren Ende des Blütenquirls befinden sich die rein weißen, kleineren weiblichen Blüten. Weiter oben befinden sich die größeren und länger gestielten männlichen Blüten, die einen purpurroten Gaumenfleck aufweisen.
Die zahlreichen Früchte sind einsamige, an Rücken- und Bauchnaht geflügelte, 3 bis 5 Millimeter lange, stark abgeflachte und kurz geschnäbelte Nüsschen mit Schwimmgewebe.
Die Chromosomenzahl beträgt 2n = 22.

## Ökologie
Das Gewöhnliche Pfeilkraut ist eine ausdauernde Sumpfpflanze und Wasserpflanze und ein Schlammwurzler. Als amphibische Pflanze kann diese Art sowohl im Wasser leben als auch auf dem Land, und sie ist damit ein anschauliches Beispiel für eine umschlagende Modifikation. An sonnigen Standorten weisen die basalen Blattzipfel nach Norden; damit gehört die Art zu den Kompasspflanzen. Die vegetative Vermehrung erfolgt durch stärkereiche, walnussgroße Sprossknollen, die im Herbst am Ende dünner, leicht abbrechender Ausläufer gebildet werden; sie dienen als Überwinterungsorgan wie auch als Ausbreitungsorgan. Die Knollen sind von einem Blatt umhüllt, und durch die starre Blattspitze können die Knollenstiele leicht in den Schlamm gedrückt werden.
Blütenökologisch handelt es sich um „Pollen-Scheibenblumen“. Der Nektar wird am Grunde des Fruchtknotens abgeschieden und ist leicht zugänglich. Bestäuber sind Schwebfliegen und andere Insekten. Bei hohem Wasserstand kommt auch Kleistogamie vor.
Da die Früchte unbenetzbar sind, ist eine Schwimmdauer bis zu 12 Monaten möglich. Ihre Ausbreitung erfolgt als Schwimmer und als Anhafter an Wasservögeln. Auch eine Ausbreitung als Windstreuer findet statt. Fruchtreife ist von August bis September.

## Vorkommen
Das Gewöhnliche Pfeilkraut ist im westlichen Eurasien von Europa bis zum Kaukasusraum verbreitet.  Das Vorkommen ist auf das Tiefland und Höhenlagen von bis zu 500 Metern beschränkt.
In ihrem Verbreitungsgebiet ist das Gewöhnliche Pfeilkraut besonders häufig an den Ufern kalk- und nährstoffreicher Gewässer zu finden. Sie bevorzugt stehende oder ruhig fließende Gewässer. Sie ist eine Charakterart des Sagittario-Sparganietum aus dem Verband Phragmition. In der ausschließlich untergetaucht lebenden Varietät Sagittaria sagittifolia var. vallisneriifolia Coss. & Germ. kommt sie in Wassertiefen bis 200 Zentimetern vor und ist eine Kennart des Verbands Ranunculion fluitantis.

## Taxonomie
Die Erstveröffentlichung von Sagittaria sagittifolia erfolgte 1753 durch Carl von Linné.

## Nutzung
Die Pflanzenknollen des Gewöhnlichen Pfeilblatts sind sehr stärkereich und wurden früher häufig gegessen. Ungekocht soll der Geschmack der Knollen nussartig sein. In gekochtem Zustand soll er an Erbsen erinnern. Ähnlich sind jene des Breitblättrigen Pfeilkrauts.